# Војнообавештајна агенција
Војнообавештајна агенција (ВОА), као орган управе у саставу Министарства одбране Републике Србије, обавља послове безбедности значајне за одбрану који су одређени законом којим се уређују војне службе безбедности и другим законима.
Новембра 2024. председник Републике Србије је одликовао агенцију Орденом белог орла са мачевима првог степена.

## Надлежности
Војнообавештајна агенција (ВОА) је надлежна за обављање обавештајних послова од значаја за одбрану који се односе на прикупљање, анализу, процену, заштиту и достављање података и информација о потенцијалним и реалним опасностима, активностима, плановима или намерама страних држава и њихових оружаних снага, међународних организација, група и појединаца.
У оквиру својих надлежности ВОА обавља следеће задатке:
- прикупља и проверава податке и информације, обрађује их, анализира, процењује и доставља надлежним органима;
- чува прикупљене податке и информације у складу са законом, подзаконским  актима и штити их од неовлашћеног откривања, давања, коришћења, губитка  или уништавања;
- сарађује и размењује информације и податке са службама, организацијама и инсти туцијама Републике Србије које се баве безбедносно-обавештајним пословима, као и са службама других земаља и организација у складу са утврђеном безбедносно-обавештајном политиком, међународним уговорима и преузетим обавезама;
- организује безбедносну заштиту објеката Министарства одбране и Војске Србије у иностранству и лица која су од стране Министарства одбране и Војске Србије службено упућена у иностранство;
- планира, организује и спроводи безбедносну заштиту својих активности, лица, објеката и докумената;
- прибавља, развија и користи информационе системе, системе веза и системе за пренос података, као и средства за заштиту информација;
- штити опрему и средства која користи у раду од неовлашћеног приступа;
- организује обуку припадника Војнообавештајне агенције, организује специјалистичке курсеве, врши истраживања, формира архиве и објављује сопствена издања;
- планира, организује и спроводи унутрашњу контролу рада припадника ВОА;
- захтева од надлежних служби безбедности безбедносне провере правних и физичких лица када је то неопходно за обављање послова из надлежности ВОА утврђених овим законом;
- планира опремање и врши набавку ствари за своје потребе и обавља и све друге послове из своје надлежности.[1]

## Функције
Војнообавештајна агенција обавља следеће функције:
Обавештајно-оперативну  функцију
Обавештајно-оперативна функција ВОА обавља у војнообавештајним центрима ВОА.
Дипломатску функцију у области одбране.
Дипломатска функција у области одбране ВОА извршава у изасланствима одбране, у складу са законима и Бечком конвенцијом о дипломатским односима.
Обавештајно-извиђачка функција
У систему одбране постоји и обавештајно-извиђачка функција (као подфункција), која се реализује преко Управе за обавештајно-извиђачке послове (Ј-2) Генералштаба Војске Србије.

## Задаци
У складу са дефинисаним мисијама, у Закону о Војнобезбедносној агенцији дефинисани су њени слећи задаци:
| Мисије       | Задаци |
| ------------ | --- |
| Прва мисија  | - Праћење и истраживање политичко-безбедносне ситуације у окружењу, која може да генерише ризике и претње безбедности државе - Праћење војног фактора међународних односа |
| Друга мисија | - Усмеравање и планирање обавештајних припрема и обавештајног обезбеђења Војске Србије - Достављање и размена обавештајних података и информација са обавештајно-извиђачким органима и јединицама Војске Србије - Праћење криза у регионима где су или могу бити ангажоване националне снаге у мултинационалним операцијама |
| Трећа мисија | - Представљање МО и Војске Србије у иностранству - Заштита интереса МО и Војске Србије и учешће у развоју међуармијске сарадње - Обавештавање о условима и развоју догађаја у држави код које се акредитује |